# Грузенберг Сергій Миколайович
Грузенберг Сергій Миколайович (1888, Тбілісі — 1934, Москва)— радянський архітектор, художник-графік, професор кафедри архітектури Єврейського Політехнічного інституту (ЕПІ) в місті Дніпропетровськ.

## Життєпис
Народився у місті Тбілісі у єврейській родині. Навчався у класичній гімназії, котру закінчив 1906 року. Того ж року відбув у Німеччину, де влаштувався на навчання у Мюнхенський політехнічний інститут (архітектурний факультет).
По закінченні навчання у Мюнхені перебрався у Санкт-Петербург, де працював з архітекторами С. Г. Гінгером (1870—1937) та І. О. Фоміним (1872—1936). З 1912 року — працівник російської Комісії з питань збереження пам'яток мистецтва і старовини. Брав участь у Єврейському товаристві заохочення художників.
У червні 1919 року Сергій Грузенберг перебрався у місто Дніпропетровськ, де обійняв посаду професора кафедри архітектури у Єврейському політехнічному інституті. У Дніпропетровську працював до 1921 року.
1922 року переїхав до Москви.

## Художник книг
Грузенберг постійно малював, аби не втрачати професійну форму. До того ж його архітектурна практика припала на роки скорочення будівництва через політичні перевороти і події громадянської війни. Сергій Грузенберг брав участь у архітектурних конкурсах, куди подавав архітектурні фантазії, а також активно працював художником-ілюстратором. Його віртуозні малюнки друкували радянські журнали «Крокодил», «Сатирикон» та ін.
Ним були створені ілюстрації до низки літературних творів, зокрема:
- «Декамерон» Джованні Бокаччо.
- Вірші Олександра Пушкіна ліцейської доби.
- «Тисяча і одна ніч».
- Вірші французького поета Поля Верлена.
- «Адміралтейський шпиль» Б. Садовского тощо.

## Архітектурні проєкти і твори
- Проєкт реставрації Петровської кунсткамери, Санкт-Петербург
- Проєкт реставрації «Галерея російських імператорів», Санкт-Петербург
- Проєкт монумента Петру І (перша і друга премії на Всеросійському конкурсі), Санкт-Петербург
- «Мавзолей-колумбарій жертвам контрреволюції у м. Катеринослав» (конкурсний проєкт 1920 р.)
- Павільйон Центрального управління лісової промисловості для Всеросійської сільськогосподарської та кустарно-промислової виставки у Москві, 1923 р.
- Проєкт заводу «Фрезер», Москва
- Проєкт споруди Інституту Маркса і Енгельса, Москва
- Проєкт першого крематорію, Москва
- Проєкт кварталу житлових будинків, місто Іваново тощо.

## Видатний майстер екслібриса

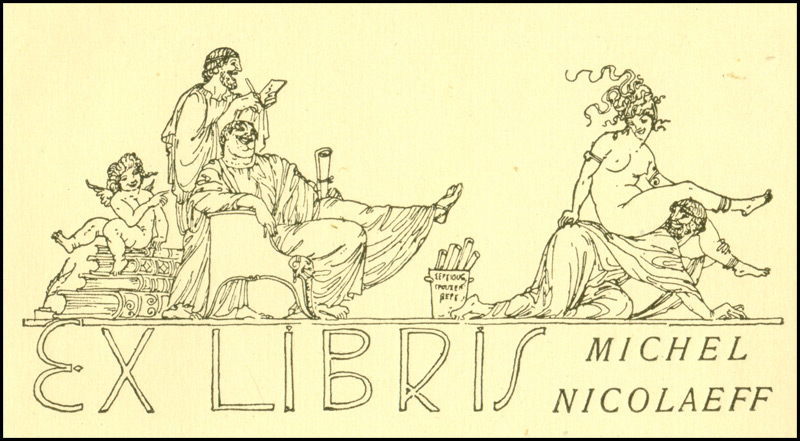
С. Грузенберг. Екслібрис Михайла Миколаєва, 1920 р.

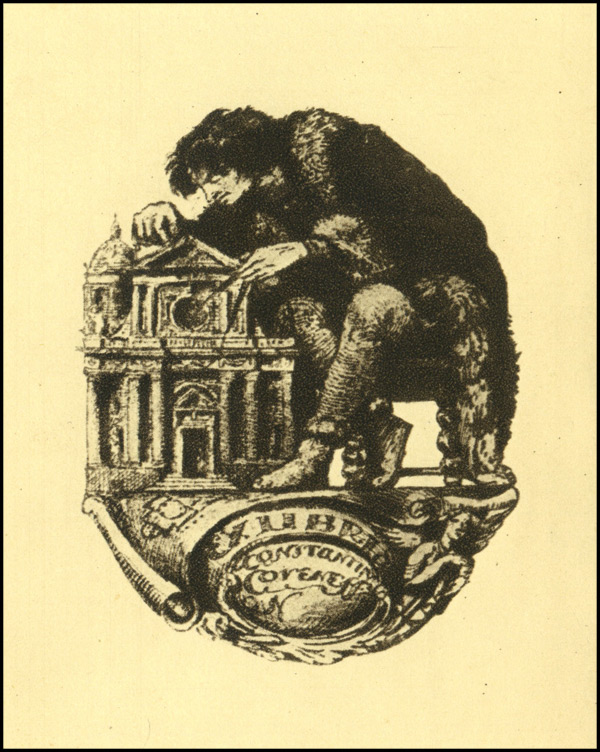
С. Грузенберг. Екслібрис архітектора К. Коренева, 1913 р.

Майстер малюнка, Грузенберг з 1908 року звернувся до створення екслібрисів, коли створив свою першу графічну мініатюру.
На сюжетну складову створення екслібрисів суттєво вплинули як його класична гімназія і знайомство з античнстю, так і перебування у Мюнхені, що був тоді відомим мистецьким центром Німеччини й усієї Західної Європи. Мав свій вплив і архітектурний фах Грузенберга, котрий часто обігрував архітектурні споруди різних стилів у екслібрисах власної роботи, а також звертався до створення екслібрисів для самих архітекторів. Серед перших — екслібрис для німецького архітектора Отто Рігера з Мюнхена (1909 р.) Зосереджено працює і якийсь майстер над архітектурною моделлю барокового собору на екслібрисі для фахового архітектора Костянтина Коренева з міста Шадринськ (1913 р.)
Окрім обігрування архітектурної споруди чи архітектурної моделі митець розміщав у екслібриси підвіски і ланцюжки як ювелір (він і сам робив ескізи до ювелірних прикрас). Сильною стороною обдарування Грузенберга були значна фахова обізнаність у перспективі і віртуозне використання ракурсів. Книги і персонажі Грузенберга у екслібрисах наче перебували у казковому світі без земного тяжіння. Світи його екслібрисів населяли і казкові чи міфічні персонажі — блазні, фавни, амурчики або розсіяні диваки, неохайні, але безпечні(екслібрис С. Марголіна, 1921 р.) Книги і персонажі легко літали і зависали у повітрі, персонажі мали веселу вдачу, жартували і так насолоджувались життям і його дарами, що важко було повірити у криваві події першої революції 1905—1907 рр., поразку у Російсько-японській війні, суспільну кризу напередодні війни 1914—1918 рр., роки громадянської війни у поруйнованій Росії. Саме на цей період припало дванадцять створених Грузенбергом екслібрисів.
Декілька екслібрисів роботи Грузенберга повертали свідомість глядача до найдавніших цивілізацій і мають зовсім інші настрої. Тоді мініатюри Грузенберга не приховували виснажливої праці вікінгів чи античних натовпів, а самі екслібриси ставали картинами старовинних будівельних майданів (екслібрис Отто Рігера з Мюнхена, 1909 р., екслібрис самого Грузенберга, 1919 р.)

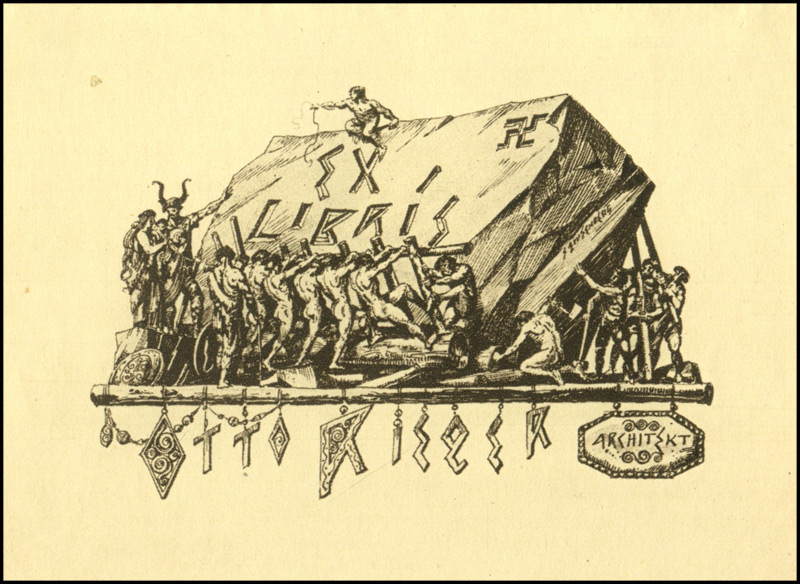
С. Грузенберг. Екслібрис мюнхенського архітектора Отто Рігера, 1909 р.
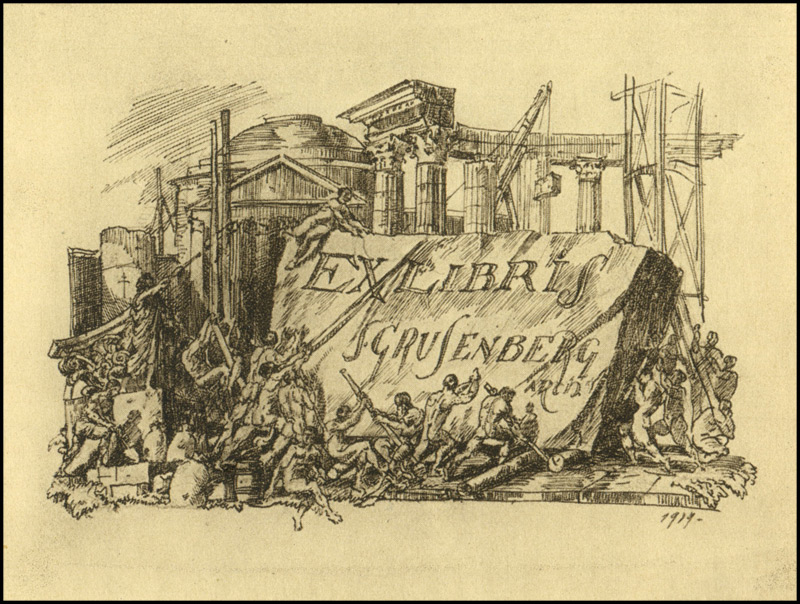
Екслібрис для самого С.М. Грузенберга, 1919 р.

## Неповна галерея екслібрисів

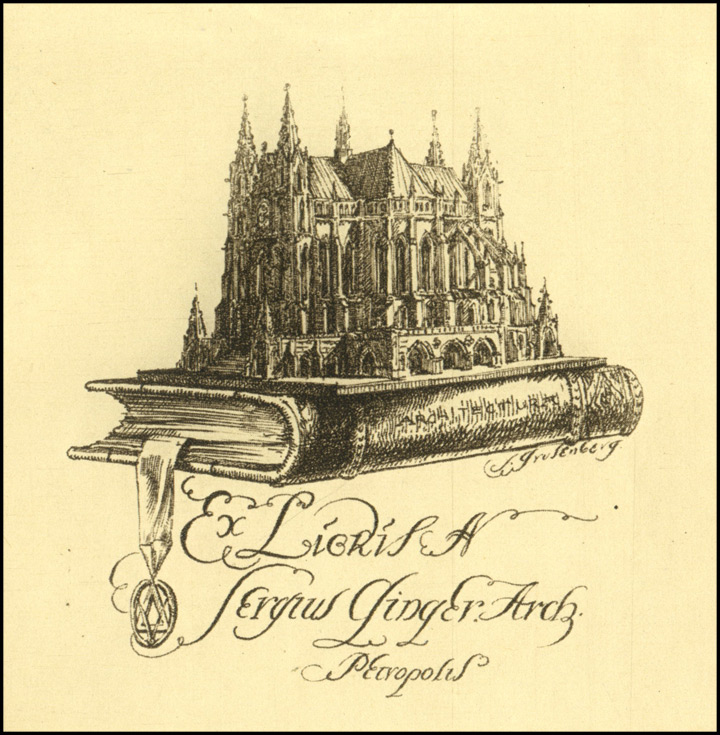
С.М. Грузенберг. Екслібрис архітектора С.Г. Гінгера 1910 р.
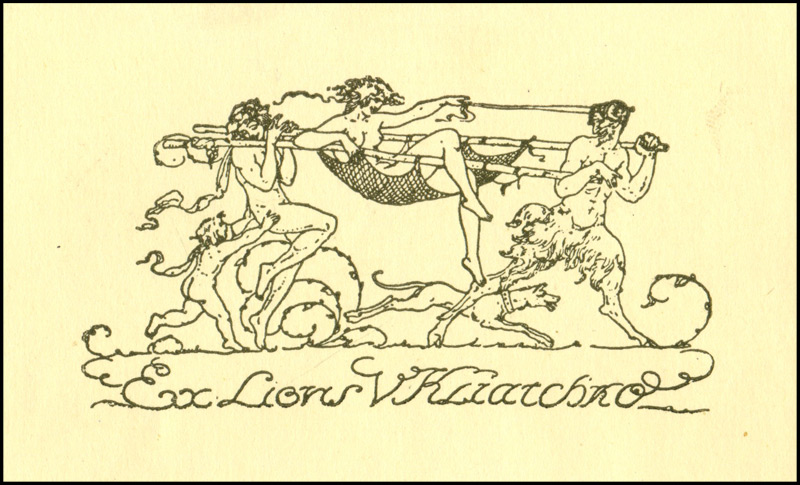
С. Грузенберг, Екслібрис В.Клячко з античною темою, 1913 р.
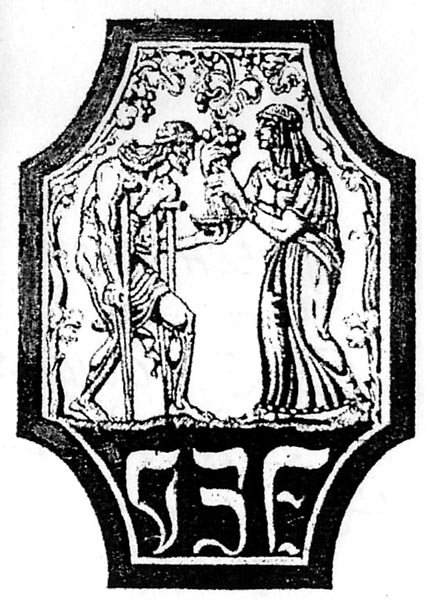
С. М Грузенберг (1888-1934). Товариство охорони здоров'я євреїв, 1910-і рр, варіант 2.
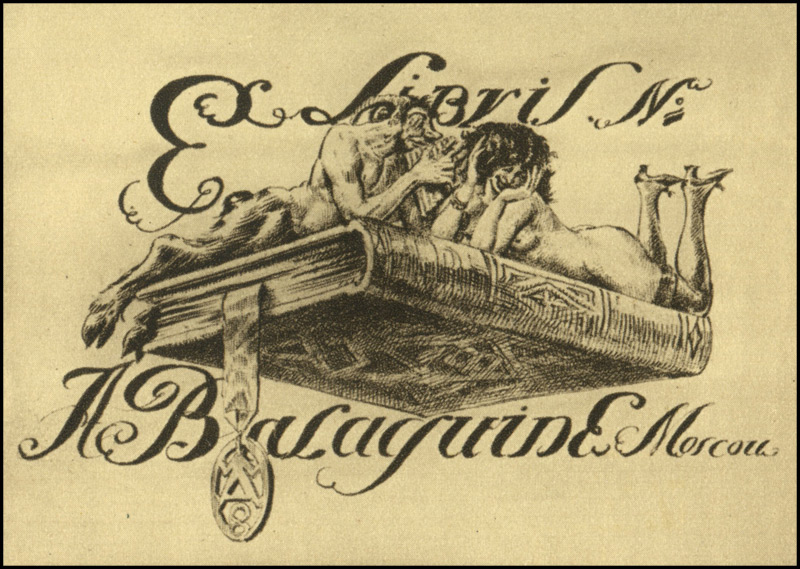
С. Грузенберг, Екслібрис Олександра Балагіна, 1910 р.

## Друковані книги автора (російською)
- С. Грузенберг. «Альбом кладбищ»
- С. Грузенберг. «Альбом домовых церквей»
- Грузенберг, Сергей. — Книжные знаки. — М.: Художественная печать, 1924. — 21 с.